# 湯本電機
湯本電機株式会社は、大阪府大阪市東成区に本社を置く、切削加工会社である。

## 概要
プラスチックの切削加工が主力サービス。産業用ロボット・装置、部品製作を行っている。

## 沿革
- 1940年 - 満州国大連市紀伊町にて八州興行公司を創業
- 1947年 - 大阪市東区久宝寺町において八州興行公司から湯本電機商会に改称
- 1988年 - 法人に改組。湯本電機株式会社を設立
- 2008年 - 大阪市東成区東今里に本社工場を移転
- 2012年 - 東京都世田谷区桜新町に営業所を開設
- 2018年 - ベトナム（ロンアン省）に営業所を開設